# Mamerthes marginalis
Mamerthes marginalis là một loài bướm đêm trong họ Noctuidae.